# Ulla Hvid-Fogh
Ulla Hvid-Fogh (ur. 13 stycznia 1970 w Gentofte) – duńska wioślarka.

## Osiągnięcia
- Mistrzostwa Świata Juniorów – Kolonia 1987 – czwórka podwójna – 5. miejsce[1].
- Mistrzostwa Świata Juniorów – Mediolan 1988 – dwójka podwójna – 4. miejsce[1].
- Mistrzostwa Świata – Bled 1989 – dwójka podwójna – 9. miejsce[1].
- Mistrzostwa Świata – Wiedeń 1991 – czwórka podwójna – 8. miejsce[1].
- Mistrzostwa Europy – Ateny 2008 – jedynka – 8. miejsce[1].